# Troisième bataille de Kharkov
Pour les articles homonymes, voir Bataille de Kharkov.
Seconde Guerre mondiale
Batailles
Front de l’Est

Prémices :
- Campagne de Pologne
- Guerre d’Hiver

Guerre germano-soviétique :
- 1941 : L'invasion de l'URSS

- Opération Barbarossa

Front nord : 
- Guerre de Continuation
- Opération Silberfuchs
- Siège de Léningrad

Front central : 
- 2e bataille de Brest-Litovsk
- Bataille de Białystok–Minsk
- 1re bataille de Smolensk
- Bataille de Kiev

Front sud : 
- Siège d'Odessa
- Campagne de Crimée

- 1941-1942 : La contre-offensive soviétique

Front nord : 
- Poche de Demiansk
- Poche de Kholm

Front central : 
- Bataille de Moscou

Front sud : 
- Seconde bataille de Kharkov

- 1942-1943 : De Fall Blau à 3e Kharkov

Front nord : 
- Offensive de Siniavino
- Opération Iskra
- Bataille de Krasny Bor
- Opération Poliarnaïa Zvezda

Front central : 
- Opération Mars

Front sud : 
- Bataille du Caucase (opération Fall Blau)
- Bataille de Stalingrad
- Opération Uranus
- Opération Saturne
- Offensive d'Ostrogojsk-Rossoch
- Offensive de Voronej-Kastornoe
- Opération Gallop
- Opération Étoile
- Troisième bataille de Kharkov

- 1943-1944 : Libération de l'Ukraine et de la Biélorussie

Front central : 
- 2e bataille de Smolensk
- Opération Bagration

Front sud : 
- Bataille de Koursk
- Bataille du Dniepr
- Offensive Dniepr-Carpates
- Offensive de Crimée
- Offensive de Lvov-Sandomir

- 1944-1945 : Campagnes d'Europe centrale et d'Allemagne

Allemagne : 
- Offensive Vistule-Oder
- Offensive de Poméranie orientale
- Siège de Breslau
- Offensive de Prusse-Orientale
- Bataille de Königsberg
- Bataille de Seelow
- Bataille de Bautzen
- Bataille de Berlin
- Capitulation allemande

Front nord et Finlande : 
- Guerre de Laponie
- Offensive Leningrad-Novgorod
- Bataille de Narva

Europe orientale : 
- Opération Margarethe
- Insurrection de Varsovie
- Soulèvement national slovaque
- Opération Panzerfaust
- Bataille de Budapest
- Opération Frühlingserwachen
- Offensive de Vienne
- Insurrection de Prague
- Offensive de Prague
- Bataille de Slivice

Front d’Europe de l’Ouest

Campagnes d'Afrique, du Moyen-Orient et de Méditerranée

Bataille de l’Atlantique

Guerre du Pacifique

Guerre sino-japonaise

Théâtre américain
La troisième bataille de Kharkov a lieu sur le front de l'Est de la Seconde Guerre mondiale entre le 19 février et le 15 mars 1943. 
Après sa défaite à la bataille de Stalingrad, le groupe d'armées Sud du Troisième Reich est menacé d'effondrement. Au cours de l'offensive Voronej-Kharkov (en), l'Armée rouge parvient à reprendre la ville de Kharkov le 16 février. Le maréchal Erich von Manstein réussit toutefois par une manœuvre stratégique, souvent comparée à un roque, à stabiliser le flanc sud, à encercler la ville le 14 mars et à la reprendre le 15, détruisant 52 divisions soviétiques au passage. Encore aujourd'hui, cette contre-offensive est étudiée dans les académies militaires du monde entier comme un modèle de défense mobile (ru). Il s'agit de la dernière victoire significative de la Wehrmacht contre l'Union soviétique ; elle retarde de plus d'un an sa débâcle généralisée sur le front de l'Est. 

## Contexte

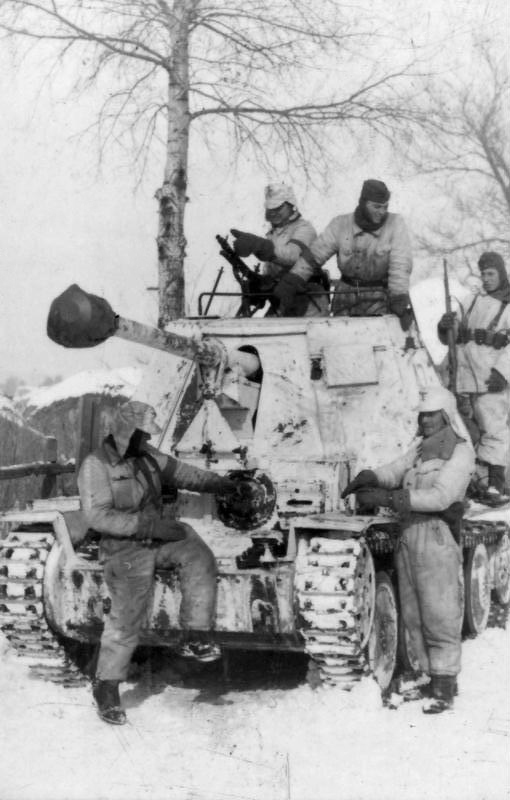
Soldats en combinaison de camouflages du 1er régiment de panzers de la division Waffen-SS « Leibstandarte-SS Adolf Hitler » avec un destructeur de chars Marder III en février 1943.

Après la capitulation de la VIe armée allemande à Stalingrad, l'Armée rouge entreprend une série d'offensives plus larges contre l'ensemble du groupe d'armées Sud. Les Allemands concentraient leurs défenses dans la boucle du Don pour protéger Rostov et la voie ferrée qui ravitaille les troupes encore dans le Caucase. Les Soviétiques enfoncent les défenses des Allemands et de leurs alliés roumains et hongrois sur plusieurs centaines de kilomètres, reprenant Kharkov et Koursk.
Mais l'offensive soviétique a considérablement étiré les lignes de ravitaillement et prélevé un lourd tribut sur les effectifs. Certaines divisions soviétiques sont réduites à lutter avec des effectifs de 1 000 à 1 500 hommes ; les troupes blindées avancées sont déconnectées de leurs échelons de support.
À la date du 23 janvier 1943, il n’y a sur le front sud qui s’étend de la mer d'Azov à Kharkov que 495 chars allemands contre 5 000 soviétiques. Au mois de mars, sur l’ensemble du front sud, Manstein ne dispose que de 32 divisions contre 341 soviétiques. Si les divisions soviétiques alignent moins de combattants que les allemandes, le rapport est néanmoins de l'ordre de 7 contre 1. En outre, les Soviétiques sont beaucoup mieux organisés sur le plan logistique.

## Chronologie

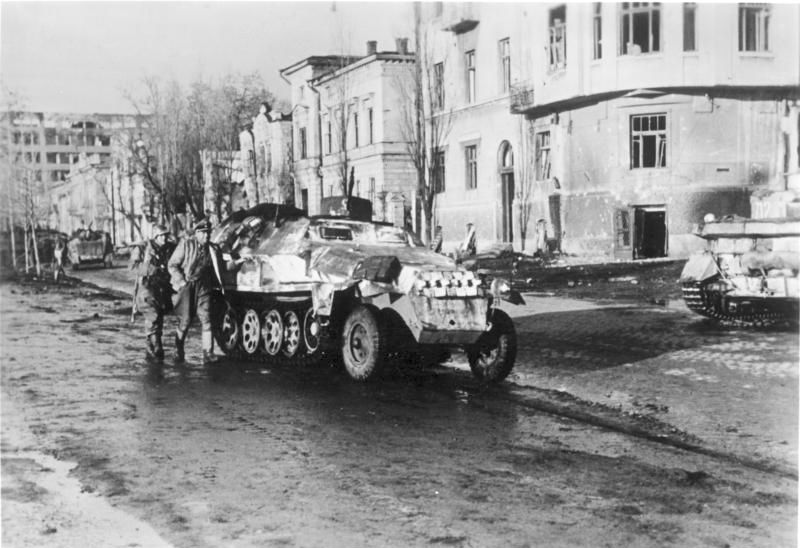
Le commandant du régiment de grenadiers SS, le Standartenführer Fritz Witt, avance protégé par un blindé semi-chenillé (SdKfz 251), dans la rue Soumskaïa (Сумская ул.) de Kharkov, le 14 mars 1943.

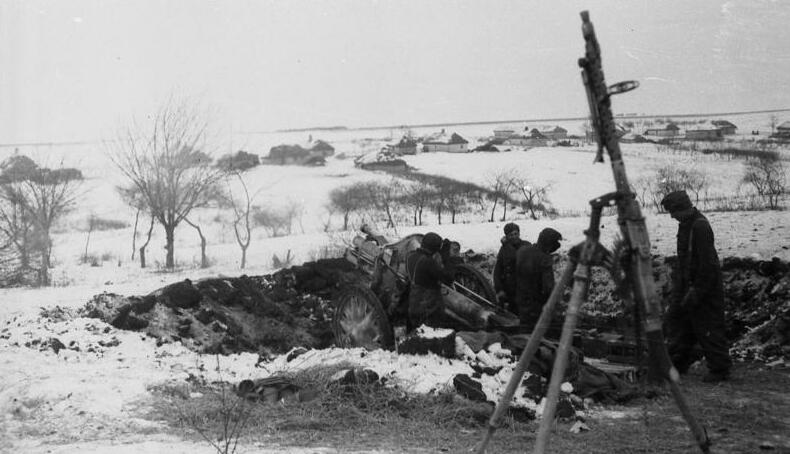
Artillerie de campagne allemande, en 1943 ; au premier plan une mitrailleuse antiaérienne.

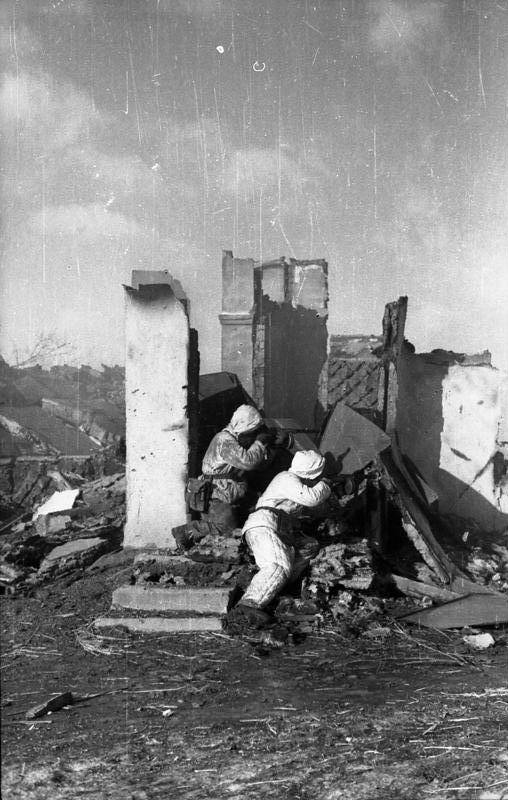
Soldats soviétiques près de Belgorod en 1943.

En janvier et février 1943, le maréchal Erich von Manstein parvient à contenir la pression soviétique sur le Don inférieur et peut reconstituer une réserve mobile grâce aux troupes évacuées du Caucase. Il décide de lancer, à partir du 19 février, une contre-offensive sur un front tourné vers le nord. Le plan est risqué, d'autant que le commandement allemand est démoralisé par la reddition de la 6e armée à Stalingrad le 2 février 1943. Début février, Manstein obtient de Hitler l'autorisation de mener l'offensive.
La 1re Panzerarmee se retire du Caucase et abandonne Rostov. Le détachement commandé par le général Hollidt se déplace à l’est de sa position dans le bas Severski-Donets et se poste au bord du Mious. Le 48e corps blindé du général Kempf abandonne lui aussi les rives du Severski-Donets pour se placer au nord de Stalino, dans la région industrielle du Donbass.
Le 16 février, l’unité Kempf est obligée de quitter Kharkov afin d’éviter l'encerclement. Victorieux, les Soviétiques profitent de la large brèche ouverte entre Kempf et les formations postées sur le Severski-Donets à la hauteur d’Izioum. Ils continuent d’avancer par Lozovaïa et le 21 février, les premiers blindés soviétiques atteignent le Dniepr, pratiquement en vue de la base allemande de Zaporoje.
Les Soviétiques mènent leur action offensive conformément aux prévisions de Manstein, leur avancée permettant aux Allemands une contre-attaque puissante. En se retirant, Manstein attire les Russes dans un piège. En effet, l’unité Kempf est solidement installée à Kasnograd et, le 21 février, l’unité Hollidt et la 1re armée blindée se rejoignent au bord du Mious au nord de Stalino. Le 2e corps blindé SS, venu de France, est également présent avec ses bataillons équipés du tout nouveau char Tigre.
Manstein lance sa contre-offensive le 22 février avec 350 chars. Dans un mouvement coordonné, cinq divisions blindées, soutenues par une couverture aérienne massive, chargent vers le nord contre les colonnes du flanc gauche des Soviétiques. Tandis que le 48e corps blindé frappe vers Barvenovka, la 17e division blindée s’empare d’Izioum et de Protoponovka sur le Severski-Donets et les blindés de la SS avancent par Lozovaïa, rejoignant l’unité Kempf dans le nord. Les généraux soviétiques, jusqu’alors en pleine euphorie, sont totalement déconcertés.
Dans cette plaine, dont les cours d’eau sont gelés à cette époque de l’année, les blindés allemands peuvent se déplacer à leur vitesse maximale. Quelques formations soviétiques réussissent à s’échapper, mais la plupart sont anéanties. Le 6 mars, de nombreuses unités blindées soviétiques sont déjà encerclées. Leurs pertes s’élèvent à 23 000 morts et blessés, auxquels il faut ajouter 9 000 prisonniers, 615 chars détruits et plus de 1 000 canons de toutes sortes. Le 48e corps blindé allemand poursuit sa percée fulgurante vers l’est jusqu’aux environs de Kharkov tandis que le 2e corps blindé SS avance plein nord droit sur la ville. Entre-temps, la 1re armée blindée à l’offensive entre Izioum et Lissitchansk a elle aussi mis les Soviétiques en déroute, et les a obligés à se replier de l’autre côté du fleuve.

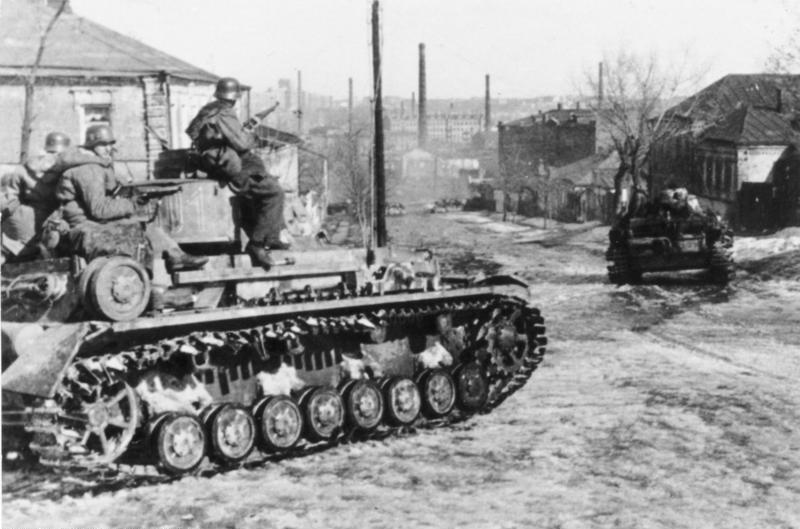
Panzer IV du SS-Panzerkorps près de Kharkov en mars 1943.

Le 3 mars, le froid intense s’adoucit un peu et avec le dégel apparaît la raspoutitsa, le pire obstacle pour un char. Le temps joue donc en faveur des Soviétiques et les colonnes allemandes n’ont d’autre issue que de poursuivre leur avancée le plus vite possible. Le 2e corps blindé SS commandé par Hausser, parvenu à encercler Kharkov, attaque la ville par le nord et par l’ouest, malgré les ordres explicites d'encercler la ville. La 1re division SS Leibstandarte Adolf Hitler y pénètre directement, ce qui entraîne quatre jours d’intenses combats de rues. Kharkov est reprise par les Allemands le 15 mars, ralentissant l'exploitation de la percée. Deux jours plus tard, ils reprennent également Belgorod.
L'arrivée de la pluie, qui rend tout le terrain boueux, interrompt les opérations. Le front présente maintenant un saillant, objet de la bataille de Koursk en juillet 1943.

## Bilan
Après la catastrophe de Stalingrad, la manœuvre de Manstein pour stabiliser le front est l’un des plus grands succès obtenus par un chef militaire durant la Seconde Guerre mondiale. Elle est à l'origine de la perte d'environ 70 000 soldats de l'Armée rouge. Les pertes allemandes ont également été sérieuses. Le SS-Panzerkorps, qui s'est aventuré dans les combats de rue à Kharkov, a perdu environ 44 % de ses effectifs fin mars.
La troisième bataille de Kharkov démontre aux Soviétiques que la Wehrmacht, malgré Stalingrad, conserve un potentiel offensif. Leur objectif principal devient dès lors la destruction de l'arme blindée allemande dans le but de prendre définitivement le dessus.